# Johann Josef Leitenberger
Johann Josef Leitenberger (27. března 1730 Levín – 30. května 1802 Verneřice) byl český podnikatel německého původu působící především v textilním oboru. Na území tehdejší Rakouské monarchie byl prvním měšťanským (nešlechtickým) majitelem textilní manufaktury, zakladatelem českého kartounářství (potiskování jemných bavlněných tkanin) a zakladatelem první mechanické přádelny v Čechách. 

## Mládí
Leitenbergerové pocházeli z Telče, kde byli známí pod jménem Litehorský jako svobodní měšťané provozující barvířské řemeslo. Když se v polovině 17. století přestěhovali do německého prostředí v severočeském Levíně změnili své příjmení na Leitenberger.
Johann měl 12 sourozenců. Po ukončení obecné školy se Johann učil v barvířské dílně svého otce a pak odešel na tehdy obvyklý tovaryšský vandr pro získání zkušeností. Procestoval země rakouského mocnářství, Německo, Švýcarsko, Nizozemsko a také Španělsko.V augsburském podniku Johanna Heinricha Schüleho, vynikajícího znalce výroby kartounů, získal (kolem roku 1760) cenné zkušenosti z tohoto speciálního oboru.

## Podnikatelská činnost

### Výroba potiskovaných tkanin
V roce 1764 převzal Leitenberger barvířskou dílnu svého tchána Reinländera ve Verneřicích,
V roce 1770 zde zřídil vlastní dílnu na potiskování bavlněných tkanin (kartounku s 5 tiskařskými stoly, ve které zavedl nové metody výroby vícebarevného tisku s dosud neznámými přírodními barvivy), tkalcovnu a barvírnu tkanin.

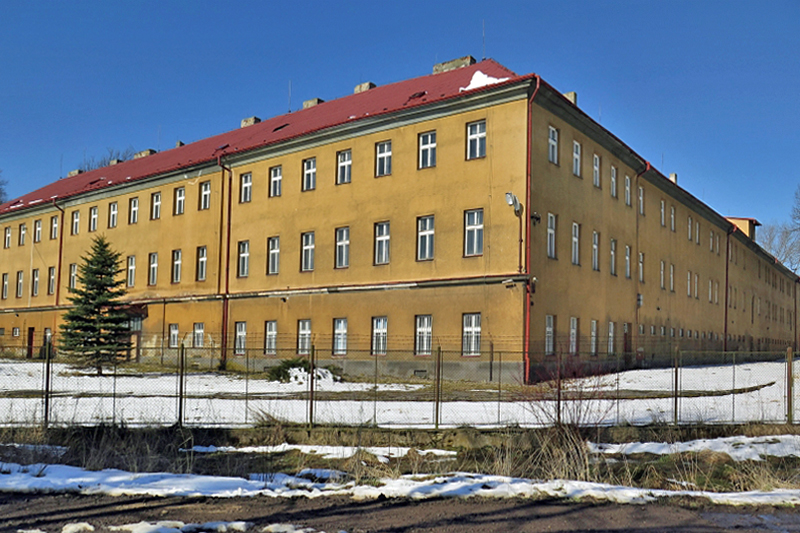
Budova ve Verneřicích, ve které byla asi v letech 1774–1820 Leitenbergerova kartounka

Ve zrušeném jezuitském klášteře v Úštěku zřídil (asi v polovině 70. let) nové bělidlo a další barevnu.
V roce 1786 koupil bývalý jezuitský dvůr v Nových Zákupech, který přestavěl na manufakturu s počátečním provozem 24 tiskařských stolů. O tři roky později v ní zaměstnával 400 dělníků s výrobní kapacitou padesát stolů a na zakázku pro něj pracovalo až pět tisíc domáckých přadlen a tkalců.

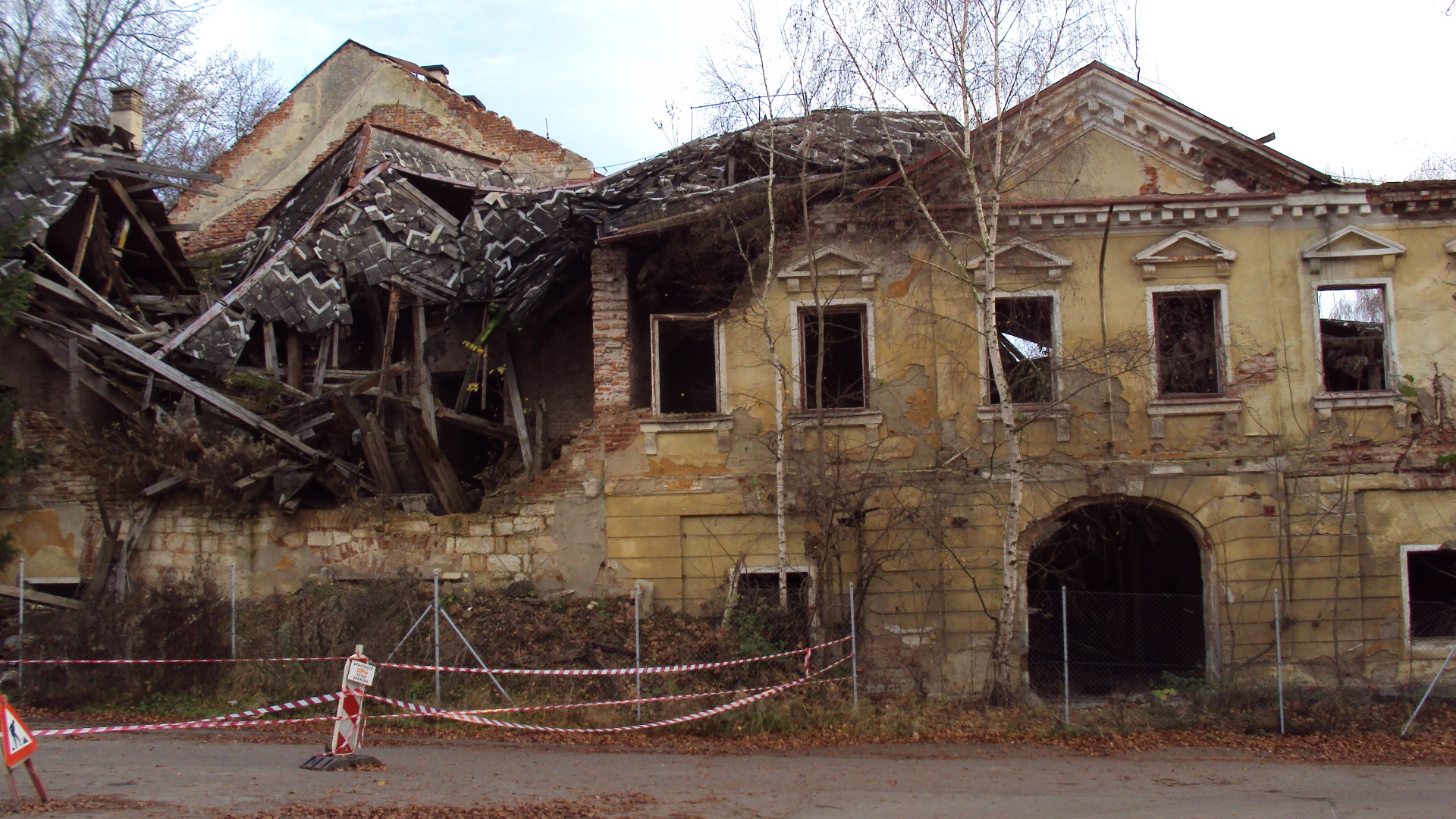
Ruiny rodinného sídla v Nových Zákupech

V roce 1793 koupil pro svého syna Franze kartounku v Josefově Dole u Kosmonos. Vedením podniku v Zákupech pověřil své syny Ignaze a Franze s firemním názvem Josef Leitenberger und Söhne.

### Výroba příze
Až do posledních let 18. století se na evropském kontinentě naprostá většina příze vyráběla po domácku na kolovratech (zatímco v Anglii už bylo v provozu několik desítek dopřádacích strojů, které dodávaly levnější kvalitní přízi).
Leitenberger měl začátkem 70. let zřídit v pražském Týnském dvoře manufakturu pro výrobu vlastní příze, ve které bylo zaměstnáno asi 500 lidí s (ruční?) výrobou příze v jemnostech 7 až 20 tex. (Existence objektu nebyla v dostupných publikacích potvrzena, údaje o vlastnictví dílny jsou nejasné a údaje o jemnosti příze neodpovídají tehdy dosažitelným technickým možnostem). Faktoři zásobovali Leitenbergerovy tkalcovny přízí z dalších asi 10 míst v Čechách (Velvary, Chomutov aj).
Protože monopolní anglická výroba strojů byla chráněna přísným zákazem vývozu, pokoušeli se podnikatelé na kontinentě různým způsobem tento zákaz obejít a opatřit si alespoň jeden exemplář dopřádacího stroje. O aktivitách Leitenbergera v tomto směru jsou z historické literatury známé dvě verze:
- Podle jedné se Leitenbergerovi v roce 1796 podařilo získat pašované doklady na konstrukci zařízení (pravděpodobně spinning mule), které sestávalo téměř kompletně z dřevěných dílů. Tyto nechal zhotovit ve své truhlářské dílně (založené v roce 1792, specializované na stavbu zařízení pro textilní výrobu) a v roce 1797 už byl ve Verneřicích zahájen provoz první mechanické přádelny ve střední Evropě.[3]
- Podle jiné verze postavil první stroj v roce 1796 ve Verneřicích dánský technik Rige, který měl několikaletou zkušenost s montáží textilních strojů v Anglii. O rok později už stála ve Verneřicích dvouposchoďová budova přádelny a v roce 1799 byly nové stroje v provozu také v Leitenbergerových továrnách v Kosmonosech a v Nových Zákupech.[9]

## Rodinný život a sociální založení
Leitenberger byl dvakrát ženatý, z obou manželství měl celkem 23 dětí. Z prvního manželství přežilo do dospělosti sedm dětí a z druhého pouze tři.
Ve volném čase se věnoval literatuře a hudbě.
Pro své zaměstnance zřídil nemocenskou pokladnu, zaměstnával podnikového lékaře a udržoval podnikovou lékárnu.
Dlouhá léta zastával ve Verneřicích čestnou funkci radního, na veřejnosti byl známý svou velkorysostí v podpoře nemajetných spoluobčanů.
Ve své závěti rozdělil dědictví továren následovně: Syn Franz dostal Kosmonosy, Ignác Nové Zákupy, Verneřice a Úštěk syn Mansued, přádelnu ve Verneřicích syn Thomas. Ostatní členové početné rodiny byli stanoveni "univerzálními dědici " s jednotným podílem na dědictví.